# Karamellodier
Karamellodier är en jubileumsrevy med anledning av Povel Ramels 50-årsfirande 1972. Dessutom hade Knäppupp-revyerna startat tjugo år tidigare. Medverkande i krogshowen var, förutom Povel Ramel själv, Brita Borg, Gunwer Bergkvist, Martin Ljung och Monica Zetterlund. Dessutom framträdde sång- och dansgruppen Berns barn (här kallad "Barns ben") med bland andra Beatrice Järås, Kent Sjöman och Claës Weinar. Det var sista gången som Leif Asp var Povel Ramels kapellmästare och Hasse Ekman var regissör. 
Karamellodier hade premiär på Berns 7 mars 1972 och turnerade senare till Göteborg och Malmö. Föreställningen spelades in av TV och sändes första gången den 26 december 1972.